# Värttinä
Värttinä é um grupo da música folclórica finlandesa criado em 1983 em Rääkkylä, na região da Carélia. 
Fundado pelas irmãs Sari e Mari Kaasinen (que continua a liderar o grupo), as Värttinä tiveram variadíssimas formações ao longo dos anos (chegaram a incluir um coro de 21 crianças), cantoras entraram e saíram, as portas abriram-se aos homens (actualmente, as Värttinä incluem seis músicos homens na sua formação), mas nunca perderam o contato com a música tradicional da sua terra-natal, apesar de nos últimos anos a sua música se ter aproximado perigosamente da pop, principalmente quando o grupo trocou os temas tradicionais pelas suas próprias canções. Mais recentemente, trabalharam com o famoso compositor indiano A.S. Rahman no musical O Senhor dos Anéis

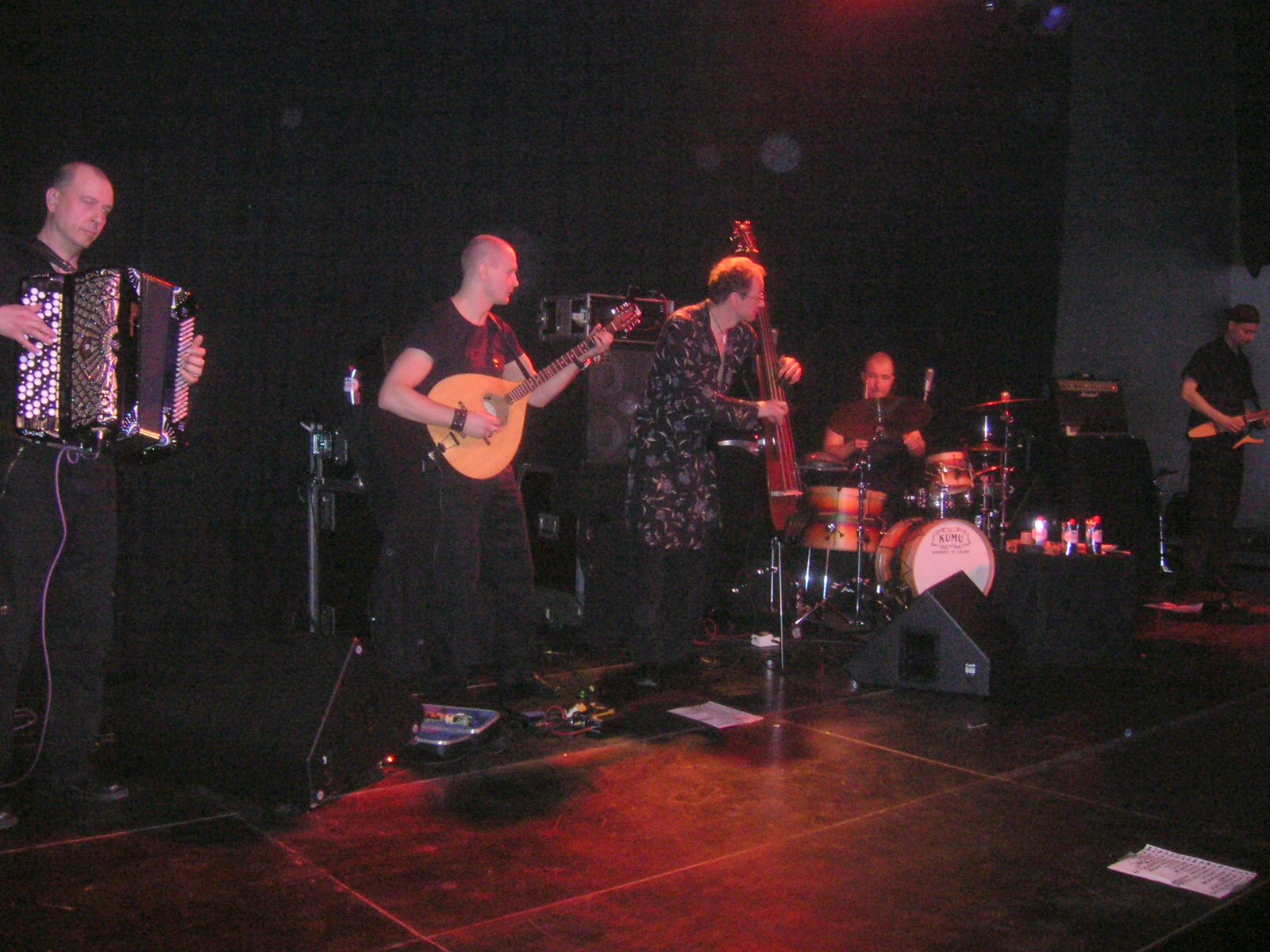

## Integrantes

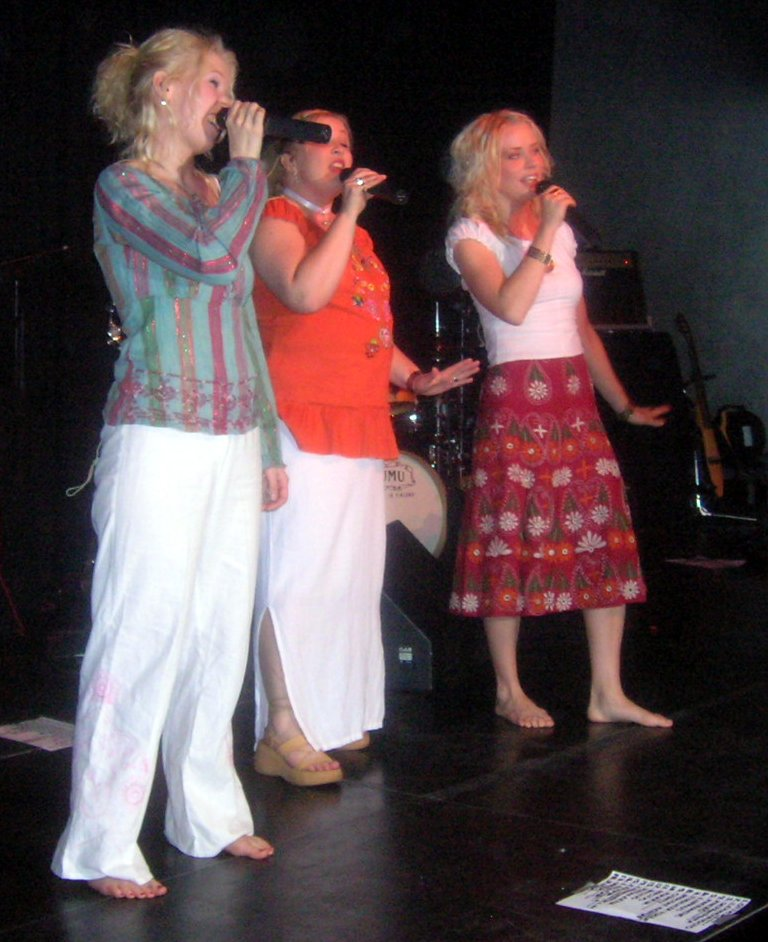

- Mari Kaasinen
- Susan Aho
- Johanna Virtanen
- Janne Lappalainen
- Lassi Logren
- Markku Lepistö
- Hannu Rantanen
- Antto Varilo
- Jaakko Lukkarinen

## Discografia
- Värttinä (1987)
- Musta Lindu (1989)
- Oi Dai (1991)
- Seleniko (1992)
- Aitara (1994)
- Kokko (1996)
- Vihma (1998)
- Ilmatar (2000)
- 6.12. (2001)
- Double Life (2002)
- iki (2003)
- Snow Angel (2005)
- Miero (2006)